# Seznam bádenských panovníků

Záhladní podoba znaku Bádenska

Seznam bádenských panovníků zahrnuje postupně vládnoucí markrabata (1073–1190), posléze jednotlivá markrabata vládnoucí rozdělenému Bádensku (1190–1771), opětovně sjednocené Bádenské markrabství a kurfiřtství (1771–1806), velkovévody bádenské (1806–1918), titulární velkovévody (po roce 1918), představitele tzv. republiky Bádensko (1918–1945(33)) a spolkové země Jižní Bádensko (1945–1952). V současné době Bádensko existuje pouze jako historické území, jako administrativní jednotka bylo zrušeno, respektive včleněno do spolkové země Bádensko-Württembersko.

## Markrabata (1073–1190)
Bádensko vzniklo jako markrabství v rámci Švábského vévodství. Původně však zahrnovalo nevelký pruh území na pravém břehu Rýna v okolí Durlachu, Karlsruhe a Baden-Badenu a několik oddělených exkláv severně od Basileje. V letech 1535–1771 bylo Bádensko rozděleno mezi Bádensko-Durlach a Bádensko-Baden, které se roku 1771 znovu sjednotily pod vládou durlašské linie.
- Heřman II. Bádenský – (1073–1130)
- Heřman III. Bádenský – (1130–1160)
- Heřman IV. Bádenský – (1160–1190)

## Panovníci rozděleného Bádenska (1190–1771)

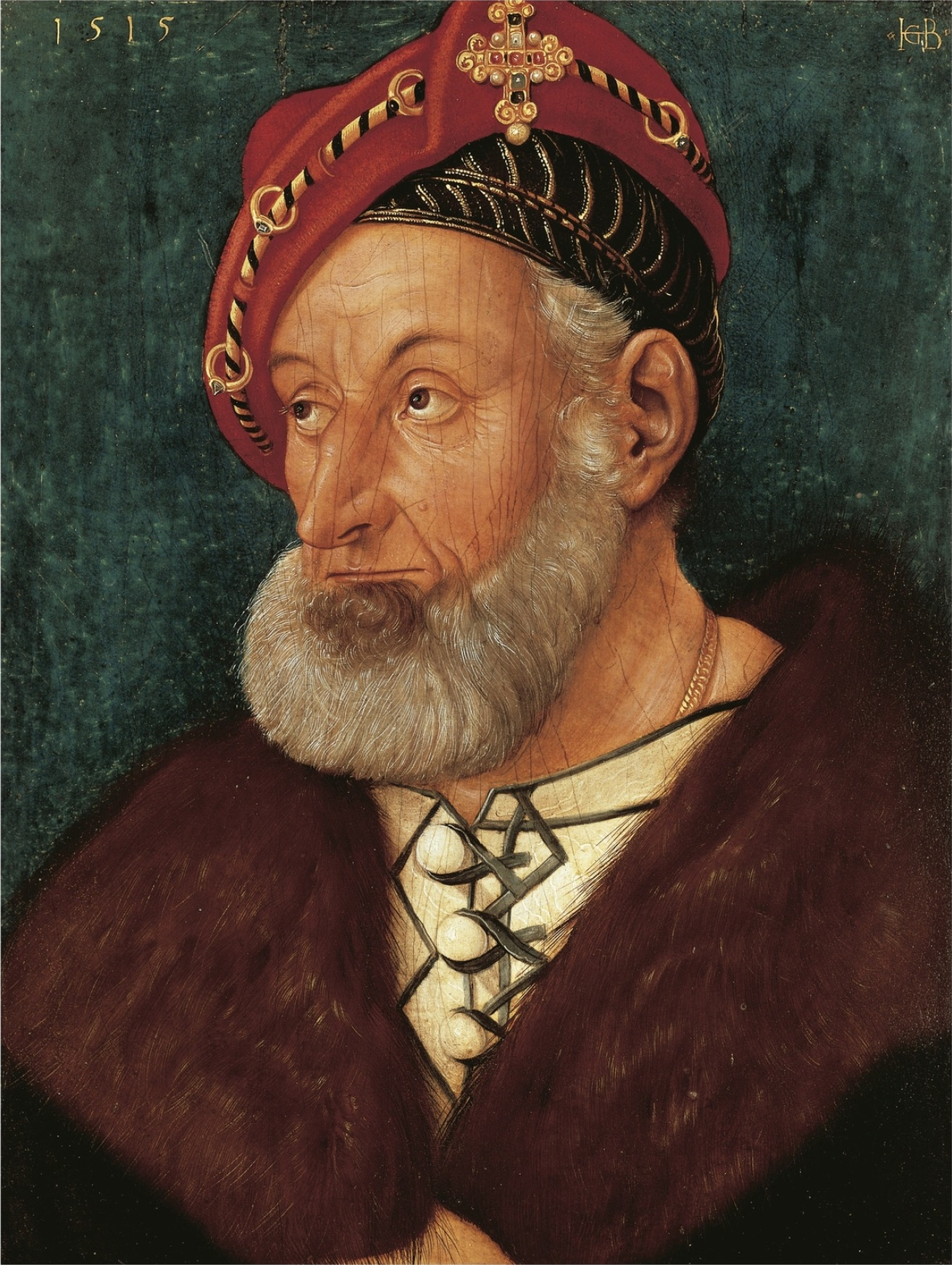
Kryštof I. Bádenský

Po smrti markraběte Heřmana IV. byla země rozdělena mezi jeho syny, kteří tak vytvořili jednotlivé linie rodu. Jednalo se hlavně o Bádensko-Báden a Bádensko-Hachberg. Od Bádenska-Hachbergu se v roce 1290 oddělilo Bádensko-Sausenberg. V roce 1418 vymřela místní větev rodu v Bádensku-Hachbergu a území připadlo Bádensko-Bádenské větvi.
Jednotné Bádensko bylo obnoveno až roku 1771, kdy vymřela linie Bádensko-Bádenská a území připadlo Karlu Fridrichovi z linie Bádensko-Durlach, který přijal titul markraběte Bádenského.

### Markrabata Báden-Bádenu (1190–1335, 1348–1588, 1622–1771)
- Heřman V. Bádenský – (1190–1243)
- Heřman VI. Bádenský – (1243–1250)
- Fridrich I. – (1250–1268), společně s bratrem Rudolfem
- Rudolf I. – (1250–1288), společně s bratrem Fridrichem, po jeho smrti samostatně
- Hesso Bádenský – (1288–1297), společně s bratry Rudolfem II., Heřmanem VII. (do 1291) a Rudolfem III.
- Rudolf II. Bádenský – (1288–1295), společně s bratry viz výše
- Rudolf III. Bádenský – (1288–1310), společně s bratry viz výše a s Rudolfem Hesso
- Rudolf Hesso Bádenský – (1310–1320), společně s Rudolfem III.
- Fridrich III. – (1348–1353)
- Rudolf VI. – (1353–1372)
- Bernard I. – (1372–1431)
- Rudolf VII. – (1372–1391)
- Jakub – (1431–1453)
- Karel I. – (1453–1475)
- Bernard II. – (1453–1458)
- Kryštof I. – (1475–1515)
- Bernard III. 1515–1536
- Filibert 1536–1569
- Filip II. 1569–1588
- Vilém Bádensko-Bádenský – (1622–1677)
- Ludvík Vilém – (1677–1707)
- Ludvík Jiří Simpert – (1707–1761)
- August Jiří Simpert – (1761–1771), zemřel bez dědiců, markrabství připadlo markraběti Bádenska-Durlachu Karlu Fridrichovi.

### Markrabata Bádensko-Hachberská (1190–1418, 1577–1591)
Bádensko-Hachberg vzniklo v roce 1190 rozdělením původního markrabství Bádenského. Zaniklo v roce 1418 kdy vymřela vládnoucí linie a území připadlo linii Báden-Bádenským.
- Jindřich I. – (1190–1231)
- Jindřich II. – (1231–1290)
- Jindřich III. – (1290–1330)
- Jindřich IV. – (1330–1369)
- Otto I. – (1369–1386)
- Jan – (1386–1409)
- Hesso – (1409–1410)
- Otto II. – (1410–1418)
- Jakub II. – (1577–1590)
- Arnošt Jakub – (1590–1591)

### Markrabata Bádensko-Sausenberg (1290–1503, 1577–1604)
Bádensko-Sausenberg vzniklo oddělením od Bádenska-Hachbergu v roce 1290. V roce 1503 místní linie vymřela a území připadlo Kryštofovi I., který tak sjednotil většinu tehdejšího Bádenska.
- Rudolf I. – (1290–1313)
- Jindřich, Rudolf II. a Otto – (1313–1318)
- Rudolf II. a Otto 1318–1352
- Otto a Rudolf III. 1352–1384
- Rudolf III. – (1384–1428)
- Vilém – (1428–1441)
- Hugo
- Rudolf IV. 1441–1444
- Rudolf IV. – (1444–1487)
- Philipp – (1487–1503)
- Jiří Fridrich – (1577–1604)

### Markrabata Bádensko-Ebersteinská (1291–1353)
- Fridrich II. – (1291–1333)
- Heřman IX. – (1333–1353)

### Markrabata Bádensko-Pforzheimská (1291–1361)
- Rudolf IV. – (1291–1348)
- Heřman VIII. – (1291–1300)
- Rudolf V. – (1348–1361)

### Markrabě Bádensko-Sponheimský (1515–1533)
- Filip I. – (1515–1533)

### Markrabata Bádensko-Durlašská (1515–1771)
- Arnošt – (1515–1553)
- Karel II. – (1553–1577)
- Arnošt Fridrich – (1577–1604)
- Jiří Fridrich – (1604–1622)
- Fridrich V. – (1622–1659)
- Fridrich VI. – (1659–1677)
- Fridrich VII. – (1677–1709)
- Karel III. Vilém – (1709–1738)
- Karel Fridrich Bádenský – (1738–1771), od roku 1771 markrabě celého Bádenska

### Markrabě Bádensko-Rodemachernský (1536–1596, 1622–1666)
- Kryštof II. – (1536–1575)
- Eduard Fortunatus – (1575–1596)

- Heřman Fortunatus – (1622–1664)
- Karel Vilém – (1664–1666)

### Markrabě Bádensko-Rodenheimský (1575–1620)
- Filip III. – (1575–1620)

## Markrabě Bádenský (1771–1806) a kurfiřt (1803–1806)
Bádensko bylo od 12. století po většinu času, s krátkými výjimkami, rozděleno mezi větve rodu Zähringenů. Až v roce 1771 se markrabě Bádenska-Durlachu Karel Fridrich Bádenský potom, co zdědil sousední markrabství Báden-Bádensko, rozhodl přijmout po delší době, kdy nebyl používán, titul markraběte Bádenského a postupně sjednotit Bádensko včetně okolních biskupství, což se mu definitivně povedlo mezi lety 1805–1810. V roce 1803 udělil Napoleon markraběti Karlu Fridrichovi kurfiřtský hlas (v té době jím sjednocované Bádensko mělo méně než polovinu z budoucího území). Bádenské markrabství a zároveň kurfiřtství zaniklo v roce 1806 povýšením na velkovévodství a zánikem Svaté říše římské. Jediným celobádenským markrabětem a kurfiřtem byl:
- Karel Fridrich Bádenský – (1771–1803), markrabě, kurfiřt (1803–1806), v roce 1806 se stal velkovévodou

## Velkovévodové Bádenští (1806–1918)
Bádenské velkovévodství vzniklo v roce 1806, kdy Napoleon Bonaparte za pomoc (dědičně) povýšil markrabství na velkovévodství, zároveň se stalo členem Rýnského spolku. Již v roce 1803 udělil Napoleon markraběti Karlu Fridrichovi kurfiřtský hlas. V roce 1871 po Prusko-francouzské válce se jako většina zbylých nezávislých německých států stalo součástí Německého císařství.
V důsledku německé porážky v první světové válce se v listopadu 1918 úplně vyčerpané Německo vzdalo. Následně vypukla v Berlíně takzvaná listopadová či německá revoluce, jež se rozšířila po celém Německém císařství. Důsledkem revoluce pak byly zrušeny či padly všechny německé monarchie včetně samotného Německého císařství.
- Karel Fridrich Bádenský – (1806–1811)
- Karel Ludvík Fridrich Bádenský – (1811–1818)
- Ludvík I. – (1818–1830)
- Leopold I. Bádenský – (1830–1852)
- Ludvík II. Bádenský – (1852–1856)
- Fridrich I. Bádenský – (1856–1907)
- Fridrich II. Bádenský – (1907–1918)

### Hlavy rodu po roce 1918
Zde jsou uvedeny hlavy rodu Zähringenů (či Bádenských) po roce 1918, kterým přísluší titul (titulárního) velkovévody Bádenského.
- Fridrich II. Bádenský – (1918–1928)
- Bertold Bádenský – (1928–1963), jeho adoptivní syn, syn Maxmiliána Bádenského
- Maxmilián Ondřej Bádenský – (1963–2022), jeho syn
- Bernard Bádenský – (od 2022), jeho syn, současná hlava rodu

## Státní prezidenti Republiky Bádensko (1918–1945)
Důsledkem revoluce byly zrušeny či padly všechny německé monarchie včetně samotného Německého císařství. A tak dne 22. listopadu 1918 zde byla po odstoupení posledního velkovévody Fridricha II. vyhlášena republika Bádensko (německy Republik Baden), která byla do roku 1933 spolkovou zemí tzv. Výmarské republiky. Toto je seznam všech (i formálních) státních prezidentů republiky Bádensko (Republik Baden). V roce 1933 byla autonomie zrušena.
- Anton Geiß (SPD) – (1918–1920)
- Gustav Trunk (Zentrum) – (1920–1921)
- Hermann Hummel (DDP) – (1921–1922)
- Adam Remmele (SPD) – (1922–1923)
- Heinrich Köhler (Zentrum), – (1923–1924)
- Willy Hellpach (DDP) – (1924–1925)
- Gustav Trunk (Zentrum) – (1925–1926)
- Heinrich Köhler (Zentrum) – (1926–1927)
- Gustav Trunk (Zentrum) – (1927)
- Adam Remmele (SPD) – (1927–1928)
- Josef Schmitt (Zentrum) – (1928–1930)
- Josef Wittemann (Zentrum) – (1930–1931)
- Josef Schmitt (Zentrum) – (1931–1933)
- Robert Wagner (NSDAP) – )1933)
- Walter Köhler (NSDAP) – (1933–1945)

## Státní prezidenti Republiky Jižní Bádensko (1945–1952)
Po skončení 2. světové války bylo rozhodnutím postupimské konference od 7. července 1945 území Bádenska rozděleno na dvě části. Severní polovina s bádenskou metropolí Karlsruhe byla v rámci americké okupační zóny Německa spojena se severní částí Württemberska do země Severní Württembersko-Severní Bádensko, přejmenované 20. prosince 1945 na Württembersko-Bádensko; zatímco jižní polovina se v rámci francouzské okupační zóny Německa stala zemí Jižní Bádensko (přejmenovanou 2. prosince 1946 na Bádensko). Obě země se pak 7. září 1949 staly spolkovými zeměmi nově vzniklé Spolkové republiky Německo. Prezidenty tzv. Jižního Bádenska byli:
- různí prezidenti dle rotace – (1945–1946)
- Leo Wohleb (CDU) – (1946–1952)

V referendu konaném 16. prosince 1951 se obyvatelé Jižního Bádenska, Württemberska-Bádenska a třetí země Württemberska-Hohenzollernska vyslovili pro sloučení všech 3 zemí. 25. dubna 1952 pak byly (Jižní) Bádensko, Württembersko-Bádensko a Württembersko-Hohenzollernsko sloučeny do moderní spolkové země Bádenska-Württemberska.